# Tjoscha
Die Tjoscha (russisch Тёша) ist ein 311 km langer rechter Nebenfluss der Oka im europäischen Teil Russlands.

## Beschreibung
Die Tjoscha entspringt wenig südlich von Lukojanow im Süden der Oblast Nischni Nowgorod. Sie durchfließt die Stadt und wendet sich anschließend nach Nordwesten. Kurz vor Arsamas nimmt sie die Akscha von links auf. Nachdem sie Arsamas passiert hat, biegt sie in vorwiegend westliche Richtungen ab.
Unterhalb der Einmündung des Nebenflusses Lemet beginnt die Tjoscha sehr stark zu mäandrieren. In diesem Bereich besitzt der Fluss zahlreiche Altarme. Nachdem sie die Schilokscha aufgenommen hat, wendet sie sich bei Kulebaki in Richtung Norden.
Kurz unterhalb der Einmündung der Serjoscha, ihres größten Nebenflusses, biegt die Tjoscha wiederum nach Westen ab. Bald darauf mündet sie nordwestlich von Murom von rechts kommend in die Oka, die hier die Grenze zwischen der Oblast Nischni Nowgorod und der Oblast Wladimir bildet.
Der Fluss ist meist von Ende November/Anfang Dezember bis Ende März/Anfang April gefroren.